# Jennifer Edwards

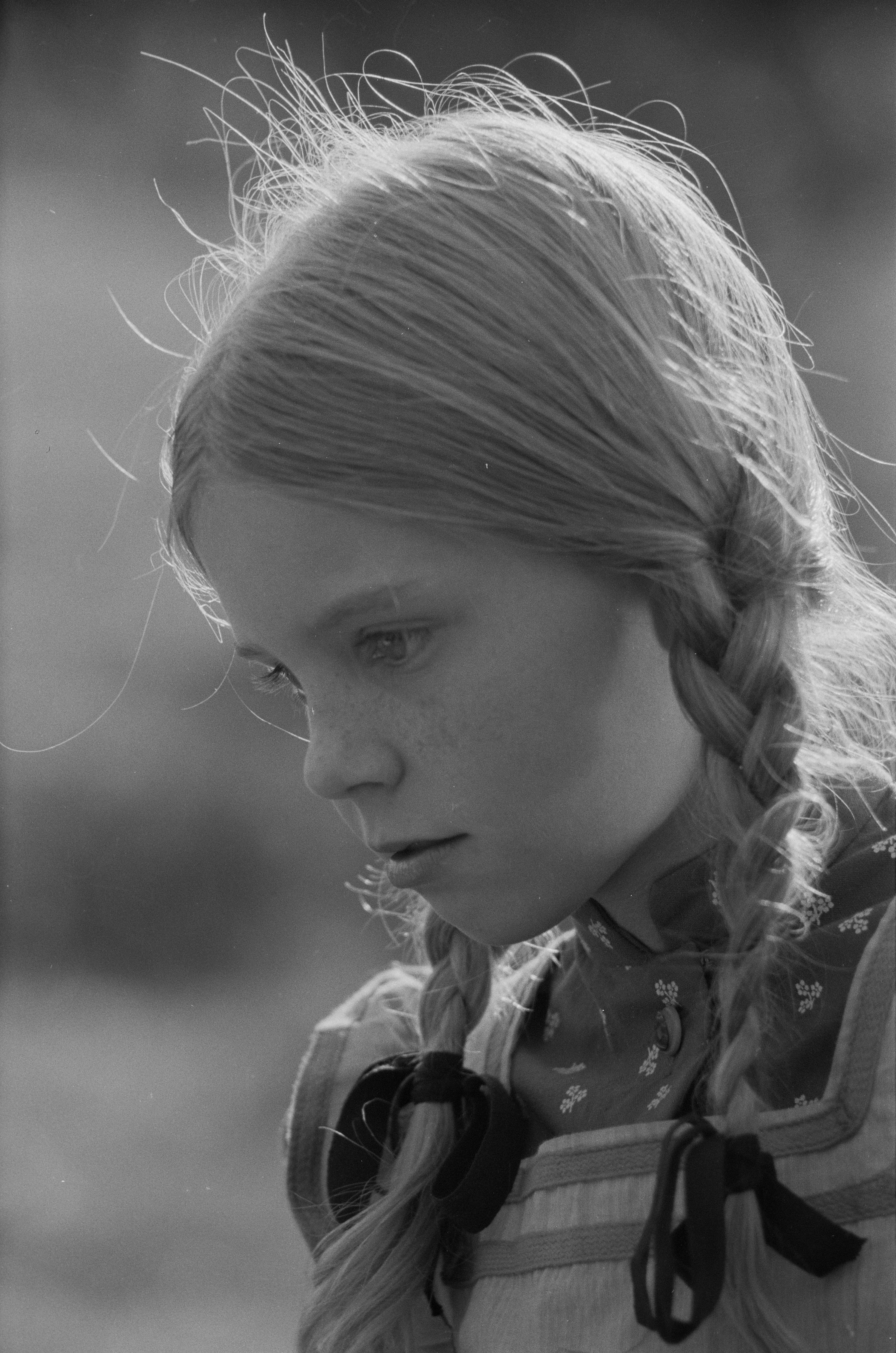
Jennifer Edwards als Titelheldin in Heidi kehrt heim,
Foto: Jack Metzger, 1967

Jennifer Edwards (* 1. Januar 1957 in Los Angeles) ist eine US-amerikanische Schauspielerin.

## Leben
Jennifer Edwards ist die Tochter des Regisseurs und Drehbuchautors Blake Edwards und der Schauspielerin Patricia Walker. Nach deren Scheidung wuchs sie zusammen mit ihrem leiblichen Bruder Geoffrey und drei Stiefgeschwistern bei ihrem Vater und dessen zweiter Ehefrau Julie Andrews auf. Jennifer Edwards hat zwei Töchter, Kayti (* 1976) und Hannah (* 1993), die sich ebenfalls schon als Schauspielerinnen betätigt haben.

## Karriere

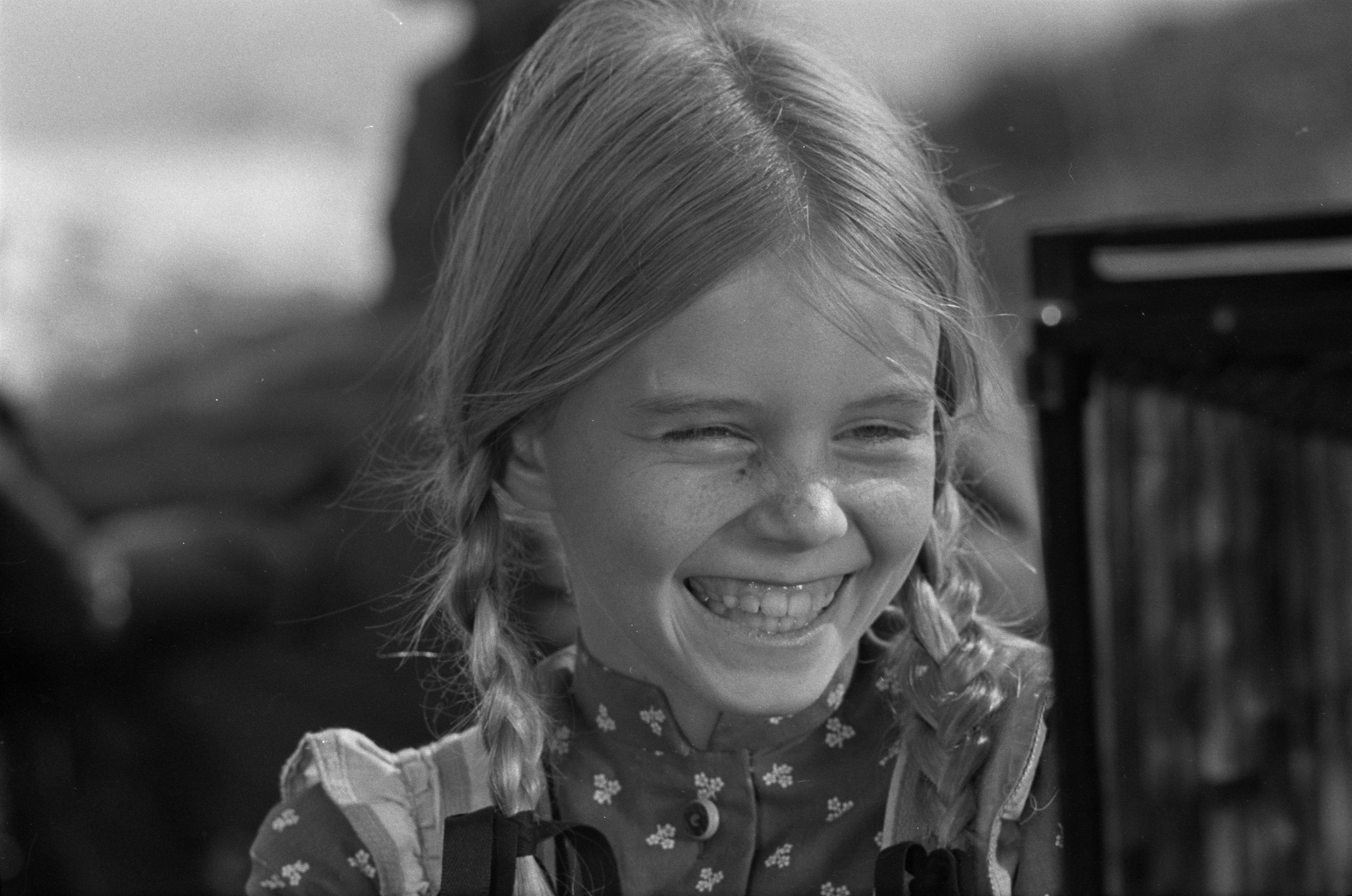
Jennifer Edwards bei den Dreharbeiten von Heidi kehrt heim
Foto: Ders. 1967

Bereits im Alter von fünf Jahren stand Jennifer Edwards in dem Film Die Tage des Weines und der Rosen zum ersten Mal vor der Kamera, bei dem ihr Vater Regie führte.
1968 übernahm sie ihre erste Hauptrolle in Heidi kehrt heim, einer Fernsehverfilmung von Heidi mit Maximilian Schell und Jean Simmons.
In S.O.B. wurde sie in einer Nebenrolle erneut in einem Film ihres Vaters eingesetzt, und das nicht zum letzten Mal. Der Regisseur ließ kleine Parts in seinen Filmen gerne von Familienangehörigen oder engen Freunden spielen. Weitere Beispiele solcher „Familienproduktionen“ waren That’s Life! So ist das Leben oder Frauen waren sein Hobby, in denen Jennifer und ihre Geschwister auch Rollen übernahmen. Auch in den Pink-Panther-Filmen hatte Jennifer Edwards einige Auftritte.
Des Weiteren übernahm die Schauspielerin in vielen erfolgreichen US-amerikanischen Serien Gastrollen, so zum Beispiel in Raumschiff Enterprise: Das nächste Jahrhundert oder Die Nanny.

## Filmografie (Auswahl)
- 1962: Die Tage des Weines und der Rosen (Days of Wine and Roses)
- 1968: Heidi kehrt heim (Heidi)
- 1969: Jerry, der Herzpatient (Hook, Line and Sinker)
- 1972: Der Mörder im weißen Mantel (The Carey Treatment)
- 1973: Go Ask Alice
- 1981: S.O.B. – Hollywoods letzter Heuler (S.O.B.)
- 1983: Frauen waren sein Hobby (The Man Who Loved Women)
- 1986: Ärger, nichts als Ärger (A Fines Mess)
- 1986: That’s Life! So ist das Leben (That's Life!)
- 1988: Justin Case
- 1988: The Perfect Match
- 1988: Sunset – Dämmerung in Hollywood (Sunset)
- 1988: Weekend Warriors
- 1989: Peter Gunn, Privatdetektiv (Peter Gunn, Fernsehfilm)
- 1990: Die Fratze des Todes (Overexposed)
- 1992: Life on the Edge
- 1992: Raumschiff Enterprise – Das nächste Jahrhundert (Star Trek: The Next Generation, 1 Folge)
- 1993: Der Sohn des rosaroten Panthers (Son of the Pink Panther)
- 1999: Logan – Das zweite Gesicht (Hard Time: The Premonition)
- 2005: 180 (Kurzfilm)
- 2006: The Accountant (Kurzfilm)

## Sonstiges
Nach dem Debakel des Heidi-Bowls im Jahr 1968 wurde Jennifer Edwards, eigenen Angaben zufolge, mit Hassbriefen von Football-Anhängern „überschüttet“.